# 284 a. C.
El año 284 a. C. fue un año del calendario romano prejuliano. En el Imperio romano se conocía como el Año 470 Ab urbe condita.

## Acontecimientos

### Asia Menor
- El hijo (legítimo) de más edad de Ptolomeo I, Ptolomeo Keraunos, cuya madre Eurídice, la hija de Antipatro, había sido repudiada por el nuevo rey Ptolomeo II, huye de Egipto hasta la corte de Lisímaco, el rey de Tracia, Macedonia y Asia Menor.
- La esposa de Lisímaco, Arsínoe, inclinada a obtener la sucesión al reino de Tracia para sus hijos en lugar de Agatocles (el hijo mayor de Lisímaco), intriga contra él con la ayuda de su hermano Ptolomeo Keraunos. Lo acusan de conspirar con Seleuco para tomar el trono, y Agatocles es ejecutado. Esta atroz acción de Lisímaco y su familia suscita gran indignación. Muchas de las ciudades de Asia Menor se rebelan y algunos de sus amigos más íntimos lo abandonan.
- La viuda de Agatocles, Lisandra huye con sus hijos y con Alejandro, el hermano de Agatocles, a la corte de Seleuco, quien entonces invade el territorio de Lisímaco en Asia Menor.

### Grecia
- Pirro de Epiro es expulsado de Macedonia y de vuelta a Epiro por Lisímaco.

### República romana
- Los senones, tribu gala, que se habían asentado en la costa del Adriático al norte de Piceno, atacan Arretio en Etruria. Mientras intentan aliviar la situación de esta ciudad aliada, los romanos bajo el mando de Lucio Cecilio Metelo Denter sufren una costosa derrota en la Batalla de Arretio. Enardecidos por esta derrota, un ejército romano bajo el mando de Manio Curio Dentato invade el territorio de los senones, derrotándolos y expulsándolos fuera de la península italiana.

## Nacimientos
- Livio Andrónico, escritor romano de origen griego (fecha aproximada).

## Fallecimientos
- Lucio Cecilio Metelo Denter, cónsul y general romano (muerto en la Batalla de Arretio) (n. h. 320 a. C.)
- Ardvates, gobernador y más tarde gobernante de Armenia quien funda una dinastía que gobernará hasta el año 211 a. C.
- Agatocles, hijo del rey Lisímaco de Tracia